# Kemuning III
Kemuning III is een bestuurslaag in het regentschap Aceh Timur van de provincie Atjeh, Indonesië. Kemuning III telt 255 inwoners (volkstelling 2010).